# Milano-Sanremo 1910
La Milano-Sanremo 1910, quarta edizione della corsa, fu disputata il 3 aprile 1910 su un percorso di 289,3 km. Fu vinta dal francese Eugène Christophe, giunto al traguardo con il tempo di 12h24'00" alla media di 23,331 km/h, davanti a Giovanni Cocchi e Giovanni Marchese, con oltre un'ora di vantaggio su entrambi.
Da Milano partirono 63 ciclisti. La gara si svolse in condizioni estreme, sotto pioggia, grandine e infine neve, con il Passo del Turchino coperto da 25 cm di neve. I classificati al traguardo a Sanremo furono solo quattro (tre italiani e un francese): ciò rende l'edizione 1910 quella con meno ciclisti al traguardo. Il secondo classificato Luigi Ganna (giunto a 39'30" da Christophe) fu squalificato per aver percorso l'ultima parte della corsa in ammiraglia; simile sorte toccò al quinto classificato Piero Lampaggi, che aveva percorso un tratto in treno, mentre il settimo classificato Sante Goi giunse a controllo chiuso, fuori tempo massimo. Tra i ritirati, Octave Lapize, Louis Trousselier e Cyrille Van Hauwaert, che aveva condotto per lunghi tratti la corsa.

## Ordine d'arrivo
| Pos. | Corridore         | Squadra       | Tempo      |
| ---- | ----------------- | ------------- | ---------- |
| 1    | Eugène Christophe | Alcyon-Dunlop | 12h24'00"  |
| 2    | Giovanni Cocchi   | OTAV-Pirelli  | a 1h01'00" |
| 3    | Giovanni Marchese | OTAV-Pirelli  | a 1h17'00" |
| 4    | Enrico Sala       | Senior-Polack | a 2h06'00" |